# Тоса (провинция)

Провинция Тоса на карте Японии со старым административным делением (выделена красным).

Провинция Тоса (яп. 土佐国 тоса но куни, «Страна Тоса» или 土州 досю:, «провинция Тоса») — историческая провинция Японии в регионе Сикоку на юге острова Сикоку. Соответствует современной префектуре Коти.

## История
Провинция Тоса была образована в VII веке. Её административный центр находился в современном городе Нанкоку.
Удалённость провинции Тоса от японской столицы и её изолированность от остальных провинций острова Сикоку, благодаря высокому горному хребту, превратили её в место ссылки политических преступников.
С XIV до начала XVI века номинальным правителем провинции был род Хосокава. Однако реальная власть принадлежала семи местным самурайским родам — Мотояма, Аки, Итидзё, Кира, Цуно, Коса и Тёсокабэ, которые постоянно враждовали между собой. К середине XVI века род Тёсокабэ объединил под своим началом провинцию Тоса и в дальнейшем подчинил себе весь остров Сикоку. Однако в 1584 году он был разбит силами «объединителя Японии» Тоётоми Хидэёси и был вынужден довольствоваться лишь владениями в Тоса.
После битвы при Сэкигахара в 1600 году земли провинции перешли к роду Ямаути. Он контролировал Тоса на протяжении целого периода Эдо (1603—1867). Его основными владениями были Тоса-хан, Накамура-хан и Тоса-Синдэн-хан. В середине XIX века род Ямаути вместе с союзными самураями родов Симадзу из провинции Сацума и Мори из провинции Нагато принял участие в свержении сёгуната и образовании императорского правительства.
В результате административной реформы в 1871 году провинция Тоса была преобразована в префектуру Коти.

## Уезды провинции Тоса
- Агава (яп. 吾川郡)
- Аки (яп. 安藝郡)
- Ками (яп. 香美郡)
- Нагаока (яп. 長岡郡)
- Такаока (яп. 高岡郡)
- Тоса (яп. 土佐郡)
- Хата (яп. 幡多郡)